# Яґодне (гміна Котунь)
Яґодне (пол. Jagodne) — село в Польщі, у гміні Котунь Седлецького повіту Мазовецького воєводства.
Населення — 163 особи (2011).
У 1975-1998 роках село належало до Седлецького воєводства.

## Демографія
Демографічна структура станом на 31 березня 2011 року:
|          | Загалом | Допрацездатний вік | Працездатний вік | Постпрацездатний вік |
| -------- | ------- | ------------------ | ---------------- | -------------------- |
| Чоловіки | 82      | 16                 | 58               | 8                    |
| Жінки    | 81      | 20                 | 47               | 14                   |
| Разом    | 163     | 36                 | 105              | 22                   |